# Haslum

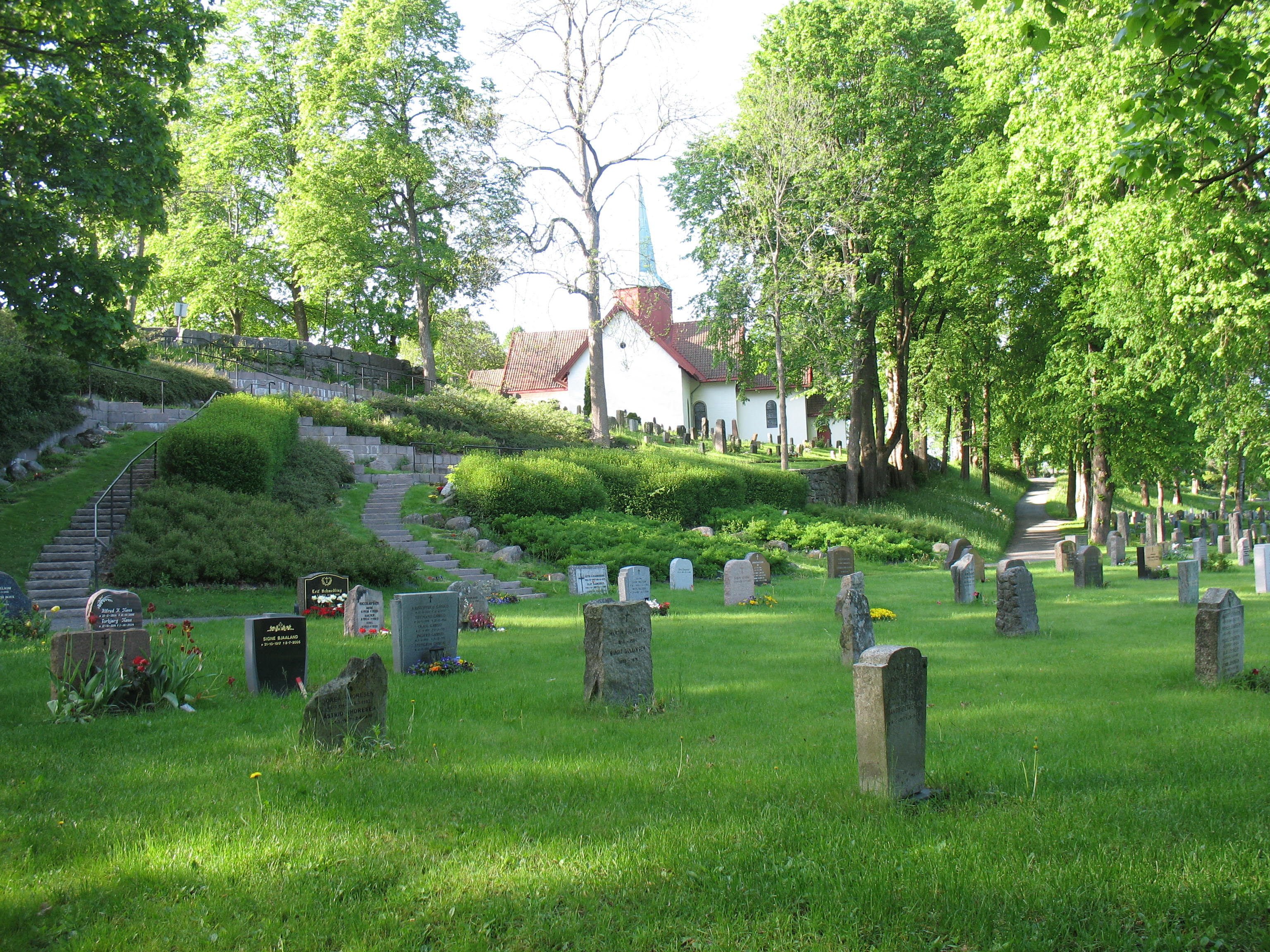
Haslums kyrka och en del av kyrkogården.

Haslum är ett delområde i Bærums kommun, Akershus fylke i Norge, inom Oslos tätortsområde. Det har 6 041 invånare (2007).

## Sport
- Haslum IL